# Mesochorus rutilus
Mesochorus rutilus là một loài tò vò trong họ Ichneumonidae.